# Prionurus chrysurus
Prionurus chrysurus is een straalvinnige vissensoort uit de familie van doktersvissen (Acanthuridae). De wetenschappelijke naam van de soort is voor het eerst geldig gepubliceerd in 2001 door Randall.